# Taxe d'habitation sur les logements vacants
Ne doit pas être confondu avec Taxe sur les logements vacants.
La taxe d'habitation pour les logements vacants (THLV) a été instaurée en France par la loi portant engagement national pour le logement (loi ENL nº 2006-872 du 13 juillet 2006) et appliquée pour la première fois en 2007.
Elle est codifiée à l'article 1407 bis du Code général des impôts (CGI), et a pour origine la taxe sur les logements vacants (TLV) instituée par le décret n°98-1249 du 28 décembre 1998, et qui limitait cette dernière aux seules communes ou agglomérations de plus de 200 000 habitants (liste fixée par décret).
À compter des impositions établies au titre de 2013, elle concerne les propriétaires de logements inoccupés depuis au moins deux ans dans les communes qui le décident expressément par délibération du conseil municipal prise avant le 1er octobre de l'année précédente, conformément aux conditions prévues à l’article 1639 A bis du Code général des impôts.
Les communes qui relèvent de plein droit de la TLV ne peuvent instituer la THLV.
Depuis 2012, les établissements publics de coopération intercommunale (EPCI) à fiscalité propre, lorsqu'ils ont adopté un plan local de l'habitat, peuvent également instaurer la THLV sur le territoire de leurs communes dès lors qu'elles n'ont pas elles-mêmes instauré cette taxe.
Ainsi, la THLV instaurée par un EPCI à fiscalité propre ne trouve pas à s'appliquer sur le territoire des communes ayant institué une THLV ainsi que sur le territoire des communes relevant du régime de la TLV.

## Champ d'application de la taxe d'habitation sur les logements vacants
La taxe est due par le propriétaire, l'usufruitier, le fiduciaire, le preneur à bail à construction ou à réhabilitation qui possède un logement vacant depuis plus de 2 ans consécutifs au 1er janvier de l'année d'imposition (avant 2013, la durée de vacance était de 5 années consécutives).
Les sociétés de HLM et les SEM propriétaires sont aussi assujetties à la THLV. La durée de vacance s'apprécie à l'égard d'un même propriétaire. Ainsi, en cas de mutation de propriétaire (vente, donation, succession), le décompte du nouveau délai de vacance de 2 ans repart au début pour le nouveau propriétaire .
La THLV ne s'applique pas dans les cas ci-dessous.
- Le logement est occupé plus de 90 jours consécutifs (3 mois) au cours d'au moins une des 2 années de référence. Le logement ne doit pas être meublé sinon il est automatiquement assujetti à la taxe d'habitation.
- Le logement est squatté (il est occupé dans ce cas)
- Le logement n'est pas relié à l'électricité ou à l'eau courante[2], qu'il ne dispose pas d'équipements sanitaires, de chauffage ou enfin parce qu'il est ouvert (pas de porte ou de fenêtres) ou non couvert (pas de toit). => Le simple fait qu'il y ait des gros travaux à faire n'exonère pas de la taxe[3] à moins que le prix de ceux-ci dépasse 25 % du prix du bien neuf.
- le logement est proposé de manière continue à la location ou la vente au prix du marché, mais ne trouve pas preneur
- le logement va être détruit (sous un délai proche de un an) ou un arrêté de péril empêche sa mise en location

La base d’imposition correspond à la valeur locative brute du logement. Cette base n’est diminuée d’aucun abattement, quelle que soit la situation personnelle et familiale du propriétaire.
Les taux applicables correspondent aux taux communal et, le cas échéant, syndical de la taxe d'habitation de l'année d'imposition.
Le montant obtenu est majoré de frais de gestion et éventuellement d'un prélèvement pour base élevée.
La cotisation mise à la charge des contribuables ne fait l’objet d’aucun dégrèvement ni exonération. Elle est donc due quelle que soit la situation personnelle et familiale du propriétaire et sans prise en compte de ses revenus ni de ses charges de famille.
La direction générale des Finances publiques est chargée de l’assiette, du contrôle, du recouvrement et du contentieux de la taxe. Le sort de cette taxe est identique à celle de la taxe d’habitation ; toutefois, en cas d’imposition erronée liée à la l’appréciation de la vacance, les dégrèvements sont à la charge de la commune et viennent en diminution de leurs douzièmes provisionnels.

## Différence entre la taxe sur les logements vacants et la taxe d'habitation sur les logements vacants
|                       | TLV | THLV |
| Communes concernés    | Par décret national (zones tendues) | Autres communes |
| Logements concernés   | locaux habitables non meublés non occupés | locaux habitables non meublés non occupés |
| Application           | Automatique et obligatoire | Par délibération de la commune |
| Durée de vacance      | à compter du 2e premier janvier suivant la vacance | à compter du 3e premier janvier suivant la vacance |
| Éxonération           | Si loué 3 mois consécutifs Si inhabitable car travaux supérieur à 25 % du prix Si proposé à la location ou vente au prix du marché sans trouver preneur Si inlouable car destruction proche ou arrêté de péril | Si loué 3 mois consécutifs Si inhabitable car travaux supérieur à 25 % du prix Si proposé à la location ou vente au prix du marché sans trouver preneur Si inlouable car destruction proche ou arrêté de péril |
| Taux 1re année        | - | - |
| Taux 2e année         | 17 % | - |
| Taux années suivantes | 34 % | Taux de la TH de la commune |
| Frais de gestion      | 9 % de la taxe | 8 % de la taxe |

La taxe est due par le propriétaire, l'usufruitier, le fiduciaire, le preneur à bail à construction ou à réhabilitation qui possède un logement vacant depuis plus de 2 ans consécutifs au 1er janvier de l'année d'imposition (avant 2013, la durée de vacance était de 5 années consécutives). Néanmoins les administrations (état, communes, EPCI ...) en sont exonérés.